# Веснивож
Веснивож (Вэснивож) — река в России, протекает в Ненецком автономном округе. Устье реки находится в 23 км по левому берегу реки Веснию. Длина реки составляет 17 км.

## Данные водного реестра
В данных государственного водного реестра России записана без названия, относится к Двинско-Печорскому бассейновому округу, водохозяйственный участок реки — Печора от водомерного поста Усть-Цильма и до устья, речной подбассейн реки — бассейны притоков Печоры ниже впадения Усы. Речной бассейн реки — Печора.
Код объекта в государственном водном реестре — 03050300212103000082165: